# Villa Santa Rita

Lage von Villa Santa Rita in Buenos Aires

Villa Santa Rita ist ein Stadtteil westlich des geographischen Zentrums der argentinischen Hauptstadt Buenos Aires. Der Stadtteil hat fast 34.000 Einwohner auf einer Fläche von 2,3 km². Er gehört damit zu den kleineren Stadtvierteln und ist Teil der Comuna C11.

## Beschreibung
Villa Santa Rita wird begrenzt durch die Straßen Condarco, Av. Álvarez Jonte, Miranda, Joaquín V. González und Av. Gaona. Der Stadtteil ist überwiegend Wohngebiet mit baumbestandenen Straßen. Seinen Namen erhielt der Stadtteil nach der Kirche Santa Rita Casia.
Ein bekannter Bewohner des Viertels ist der Schriftsteller Jorge Luis Borges, der in seiner Erzählung Hombre de la Esquina Rosada auch Villa Santa Rita erwähnt. Weitere Persönlichkeiten, die mit dem Stadtteil verbunden sind, sind der Rennfahrer Oscar Gálvez, der Musiker Alfredo Gobbi und Baldomero Fernández Moreno.
Der Stadtteiltag wird jährlich am 5. September begangen.